# Alen Halilović
Alen Halilović (* 18. Juni 1996 in Dubrovnik) ist ein kroatischer Fußballspieler. Seit Juli 2023 steht er bei Fortuna Sittard unter Vertrag. Er ist der bisher jüngste kroatische Nationalspieler.

## Karriere

### Vereine

#### Anfänge in der Heimat
Alen Halilović, Sohn von Sejad Halilović, begann seine fußballerische Ausbildung in der Fußballschule von Dinamo Zagreb. Bis zum Ende der Saison 2011/12 spielte er in der B-Jugend, ehe er Ende Juni 2012 kurz nach seinem 16. Geburtstag einen Profivertrag bei Dinamo Zagreb unterschrieb. Am 29. September 2012 (10. Spieltag) wurde er beim 3:1-Sieg im Heimspiel gegen Hajduk Split für Sammir in der 83. Minute eingewechselt und mit 16 Jahren und 100 Tagen zum bis dahin jüngsten Erstligaprofi Kroatiens. 2013 wurde er von Marko Dabro (16 Jahre und 2 Tage) abgelöst. Mit seinem Treffer zum 4:1-Endstand in der 90. Minute am 7. Oktober 2012 (11. Spieltag) im Auswärtsspiel gegen NK Slaven Belupo Koprivnica wurde er zudem zum jüngsten Torschützen und brach den Rekord seines Mitspielers Mateo Kovačić. Auch hier löste ihn Zvonarek 2021 ab. Am 24. Oktober 2012 gab er im dritten Gruppenspiel der Champions League gegen Paris Saint-Germain sein Debüt, als er in der Nachspielzeit für Kovačić eingewechselt wurde. Am 19. April 2013 (28. Spieltag), fünf Spieltage vor Saisonende, stand der Titelgewinn für Dinamo Zagreb und damit die erste kroatische Meisterschaft für Halilović, der meist als Einwechselspieler zum Einsatz gekommen war, fest.

#### Wechsel zum FC Barcelona
Zur Saison 2014/15 wechselte Halilovic in die spanische Segunda División zur zweiten Mannschaft des FC Barcelona. Er unterschrieb einen Vertrag bis zum 30. Juni 2019 und kostete 2,2 Mio. Euro Ablöse, die sich erhöht, wenn Halilović in die erste Mannschaft aufrückt. Am 15. Januar 2015 lief Halilović erstmals in einem Pflichtspiel für die erste Mannschaft auf, als er beim 4:0-Auswärtssieg beim FC Elche im Achtelfinal-Rückspiel der Copa del Rey im Laufe der zweiten Halbzeit eingewechselt wurde. Somit wurde er spanischer Pokalsieger.

#### Auf Leihbasis in Gijón
Zum Beginn der Saison 2015/16 wurde Halilović für ein Jahr an den Aufsteiger Sporting Gijón ausgeliehen, um Spielpraxis in der Primera División zu sammeln. Er kam auf 36 Erstligaeinsätze, stand 24-mal in der Startelf und trug drei Tore zum Klassenerhalt bei.

#### Kurzes Gastspiel beim HSV
Zur Saison 2016/17 kehrte Halilović nicht nach Barcelona zurück, sondern wechselte für fünf Millionen Euro in die Bundesliga zum Hamburger SV, bei dem er einen bis zum 30. Juni 2020 datierten Vierjahresvertrag erhielt. Dem FC Barcelona stand nach den ersten beiden Vertragsjahren eine Rückkaufoption in Höhe von zehn Millionen Euro sowie nach dem dritten Vertragsjahr ein Vorkaufsrecht zu. Der zu dieser Zeit als großes Talent geltende Halilović, der in den Medien auch als „Mini-Messi“ bezeichnet wurde, wurde unter großen Erwartungen verpflichtet, die dieser allerdings nicht erfüllen konnte.
Sein Pflichtspieldebüt gab Halilović in der ersten Runde des DFB-Pokals gegen den FSV Zwickau, als er in der 63. Minute für Nicolai Müller eingewechselt wurde. Sieben Minuten nach seiner Einwechslung erzielte er sein erstes Tor für den HSV. Seinen ersten Bundesligaeinsatz absolvierte er am 1. Spieltag beim 1:1 gegen den FC Ingolstadt 04, als er in 66. Minute erneut für Müller ins Spiel kam. Anfangs noch unter Bruno Labbadia als Einwechselspieler gebracht, kam er unter dem neuen Trainer Markus Gisdol nur noch auf eine Einwechslung und seinen einzigen Startelfeinsatz am 8. Spieltag, bei dem er zur zweiten Halbzeit ausgewechselt wurde, sodass für ihn sechs Bundesligaeinsätze ohne Tor und Vorlage sowie besagter Pokaleinsatz (ein Tor) zu Buche stehen. Nachdem Halilović bereits unter Labbadia einmal nicht für den Spieltagskader berücksichtigt worden war, fand er ab dem 9. Spieltag unter Gisdol bis zu seinem Abgang nach dem Ende der Hinrunde keine Berücksichtigung mehr. Zudem fiel er zeitweise mit einer Bänderdehnung im Knie aus.

#### Rückkehr nach Spanien
Nachdem Halilović beim HSV keine Berücksichtigung mehr gefunden hatte, kehrte er Ende Januar 2017 in die spanische Primera División zurück und schloss sich für eineinhalb Jahre auf Leihbasis der UD Las Palmas an. Laut Angaben der UD Las Palmas enthält der Vertrag eine Kaufoption. Bis zum Ende der Saison 2016/17 kam Halilović – zumeist als Einwechselspieler – auf 18 Ligaeinsätze, in denen ihm kein Treffer gelang. Im September 2017 verletzte sich Halilović am linken Sprunggelenk und konnte erst Mitte Januar 2018 wieder eingesetzt werden. In der Saison 2017/18 kam er auf 20 Ligaeinsätze – nun zumeist in der Startelf – und erzielte zwei Tore. Am Saisonende stieg er mit seinem Team in die Segunda División ab und verließ den Verein mit Auslaufen seines Vertrags.

#### Zwischen Mailand, Lüttich und Heerenveen
Zur Saison 2018/19 kehrte Halilović nicht zum in die 2. Bundesliga abgestiegenen Hamburger SV zurück, sondern wechselte in die italienische Serie A zur AC Mailand. Er unterschrieb einen Vertrag mit einer Laufzeit bis zum 30. Juni 2021. Unter dem Trainer Gennaro Gattuso kam Halilović in der Liga zu keinem Einsatz. In der Europa League kam er in der Gruppenphase zwei Mal gegen den luxemburgischen Vertreter F91 Düdelingen und gegen Olympiakos Piräus zu drei Einsätzen (zwei Kurzeinsätze, einmal Startelf).
Ende Januar 2019 wechselte Halilović für eineinhalb Jahre auf Leihbasis zum belgischen Erstligisten Standard Lüttich, der eine Kaufoption besitzt. Bis zum Saisonende kam er auf 14 Ligaeinsätze (davon 5 in der Startelf) ohne eigenen Torerfolg.
Nachdem Halilović zum Beginn der Saison 2019/20 zu keinem Einsatz gekommen war, wurde der Leihvertrag Anfang September aufgelöst, woraufhin er bis zum Saisonende auf Leihbasis zum niederländischen Erstligisten SC Heerenveen wechselte. Die Spielzeit der Eredivisie konnte im März aufgrund der COVID-19-Pandemie nicht fortgeführt werden und wurde später abgebrochen. Zu diesem Zeitpunkt hatte der SC Heerenveen 26 Spiele absolviert. Halilović kam 17-mal in der Liga zum Einsatz und erzielte ein Tor. Er konnte sich jedoch erneut nicht als Stammspieler etablieren und stand lediglich in 4 Partien in der Startelf.
Zur Vorbereitung auf die Saison 2020/21 kehrte Halilović zur AC Mailand zurück, der seit Oktober 2019 von Stefano Pioli trainiert wurde. Nachdem er an den ersten Spieltagen keine Rolle gespielt hatte, einigte er sich mit dem Verein Anfang Oktober am letzten Tag der Transferperiode auf eine Vertragsauflösung.

#### Wechsel nach England
Nach rund eineinhalbmonatiger Vereinslosigkeit schloss sich Halilović Ende November 2020 dem englischen Zweitligisten Birmingham City an, bei dem er einen Vertrag bis zum Ende der Saison 2020/21 erhielt. Er bestritt in dieser Saison 17 von 34 möglichen Spielen für Birmingham, in denen er ein Tor schoss. Anschließend verließ er den Verein mit seinem Vertragsende.
Ende August 2021 schloss sich Halilović dem Ligakonkurrenten FC Reading an, bei dem er einen Vertrag bis zum Ende der Saison 2021/22 unterschrieb. Auch hier konnte er sich nicht durchsetzen und kam nur auf 11 Ligaeinsätze (ein Tor) sowie ein Spiel im FA Cup.

#### Rückkehr nach Kroatien und in die Niederlande
Nach seinem Vertragsende beim FC Reading kehrte der 26-Jährige zur Saison 2022/23 nach Kroatien zurück und wechselte zum HNK Rijeka, wo sich Halilović auch nicht durchsetzen konnte. Nach nur einem Jahr, bei dem der Mittelfeldspieler auf lediglich acht Ligaspiele (ein Tor) kam, lief der Vertrag von Halilović in Rijeka aus. Im Juli 2023 schloss sich der Mittelfeldspieler dem Eredivisie-Klub Fortuna Sittard an.

### Nationalmannschaft

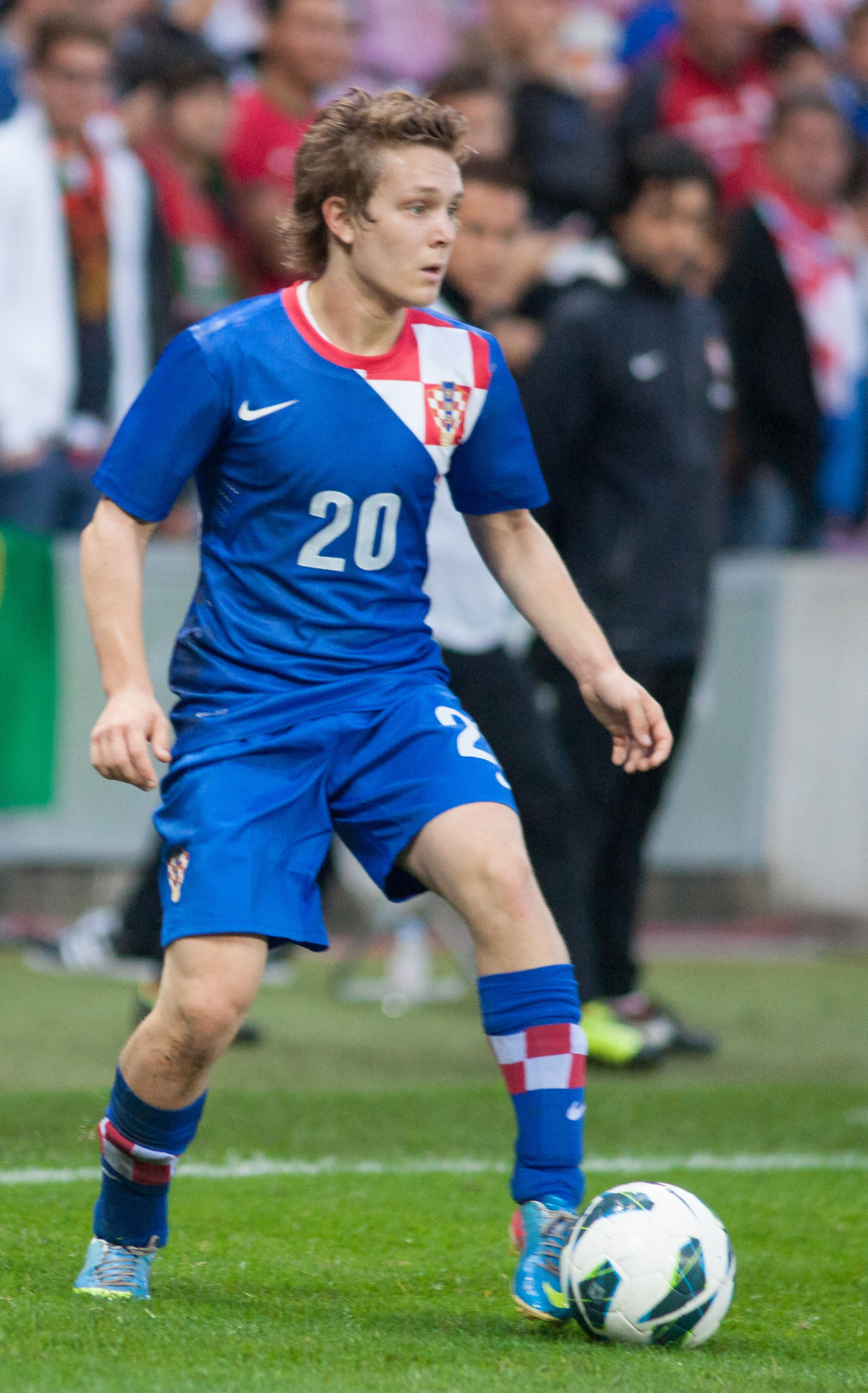
Alen Halilović im Trikot der kroatischen Nationalmannschaft (2013)

Halilović spielte zwischen 2010 und 2013 in der U14-, U15-, U16- und U17-Auswahl Kroatiens. Mit der U17 nahm er an der Weltmeisterschaft 2013 in den Vereinigten Arabischen Emiraten teil, bei der in allen drei Gruppenspielen zum Einsatz kam.
Ob er jedoch auch für die A-Nationalmannschaft des Landes spielen werde, oder für die von Bosnien-Herzegowina war lange unklar. Im Mai 2013 wurde er vom kroatischen Nationaltrainer Igor Štimac erstmals für die A-Nationalmannschaft nominiert. Halilović selbst sagte kurz danach in einem Interview, dass es bei „ihm nie Zweifel“ gab, für welchen Verband er spielen werde. Am 10. Juni 2013 gab er sein Debüt in Genf bei der 0:1-Niederlage im Test-Länderspiel gegen die Auswahl Portugals und ist seitdem der jüngste kroatische Nationalspieler.
Von Oktober 2014 bis Juni 2019 kam Halilović zudem in der U-21-Auswahl zum Einsatz. Er absolvierte 17 Spiele, in denen er 4 Tore erzielte. Sein letztes Spiel absolvierte er bei der U21-Europameisterschaft 2019, bei der Kroatien in der Gruppenphase ausschied.

## Titel
Kroatien
- Kroatischer Meister: 2013, 2014
- Kroatischer Supercupsieger: 2013

Spanien
- Spanischer Pokalsieger: 2015

## Sonstiges
Alen Halilović ist der Sohn von Sejad Halilović, der ebenfalls Fußballspieler war und für Dinamo Zagreb, Bosnien und Herzegowina und die kroatische Nationalmannschaft gespielt hat. Sein jüngerer Bruder Dino (* 1998) ist ebenfalls Profifußballer.